# معركة سمينارا
دارت معركة سمينارا و التي هي جزء من الحرب الإيطالية الأولى في كالابريا في 28 يونيو 1495 بين الحامية الفرنسية التي نزلت حديثاً في جنوب إيطاليا والقوات المتحالفة ضدها إسبانيا ونابولي التي حاولت استعادة هذه الأراضي. حشد الفرنسيون جمعاً مهيباً من الفرسان وحاملي الحراب الطويلة من المرتزقة السويسريين بينما كانت قوات نابولي ذات نوعيات مختلفة تدعمها فرقة صغيرة من الجنود الإسبان المسلحين تسليحاً خفيفاً والذين اعتادوا على قتال المغاربة في إسبانيا. كانت النتيجة هزيمة نكراء حيث دار أغلب القتال حول تأخير جلاء الفارين من القوات المتحالفة. مع ذلك وعلى الرغم من أن المعركة كانت نصراً فرنسياً حاسماً من منظور تكتيكي، فإنها لم تمنع الحلفاء من طرد الفرنسيين من جنوب إيطاليا.
تظهر أهمية المعركة في المقام الأول في أنها تعتبر غالباً السبب الأساسي لإعادة تنظيم الجيش الأسباني،  والتي جلبت اعتماداً واسع النطاق على تكتيكات الأسلحة النارية و هي واحدة من معالم «الثورة العسكرية».